# Дьяконовский 2-й
Дьяконовский 2-й — хутор в Урюпинском районе Волгоградской области России, административный центр Дьяконовского сельского поселения. Расположен при балке Каменной, в 9 км к юго-востоку от Урюпинска.
Население — 904 (2010)

## История
Дата основания не установлена. Хутор относился к юрту станицы Урюпинской Хопёрского округа Земли Войска Донского (с 1870 года — Область Войска Донского). В 1859 году на хуторе Дьяконовском имелось 14 дворов, в которых проживало 49 мужчин и 52 женщины. К 1897 году на хуторе проживало уже 183 жителя: 92 мужчины и 91 женщина, из них грамотных мужчин — 37, женщин — 8. Согласно алфавитному списку населённых мест Области Войска Донского 1915 года на хуторе насчитывалось 28 дворов, в которых проживало 149 мужчин и 137 женщин.
В 1921 году хутор был включён в состав Царицынской губернии. С 1928 года — в составе Урюпинского района Хопёрского округа (упразднён в 1930 году) Нижне-Волжского края (с 1934 года — Сталинградского края, с 1936 года Сталинградской области, с 1961 года — Волгоградской области).
В 1929 году беднейшие крестьяне Дьяконовского, Дроновского и Федоровского хуторов создали товарищество по совместной обработке земли и заготовке скота. В то же время на хуторе открылась школа на дому. В 1930 году был организован колхоз «Красная Каменка». Помимо хутора Дьяконовского в него вошли хутора Дроновский, Федотовский и половина хутора Каменского. В том же году в домах выселенных казаков открыли избу-читальню и школу.
В 1941 году на фронт ушли 42 казака-колхозника.
До 1948 года хутор Дьяконовский относился к Петровскому сельсовету, с 1948 года — центр Красно-Каменского сельсовета (упразднён в 1960 году). Дьяконовское сельское поселение с центром в хуторе Дьяконовский 2-й образовано в 2005 году.

## География
Хутор находится в луговой степи, при балке Каменной (бассейн реки Хопёр), в пределах Хопёрско-Бузулукской равнины, являющейся южным окончанием Окско-Донской низменности. Центр хутора расположен на высоте около 100 метров над уровнем моря. В балке Каменной имеются островки леса. Почвы — чернозёмы обыкновенные.
Автомобильной дорогой с твёрдым покрытием хутор связан с городом Урюпинск (до центра города — 8,8 км). По автомобильным дорогам расстояние до областного центра города Волгоград составляет 340 км.
Климат
Климат умеренный континентальный (согласно классификации климатов Кёппена — Dfb). В 200 км к югу от среднего значения климато- и ветро- разделяющей оси Воейкова. Многолетняя норма осадков — 479 мм. В течение города количество выпадающих атмосферных осадков распределяется относительно равномерно: наибольшее количество осадков выпадает в мае и июне — 52 мм, наименьшее в марте — 27 мм. Среднегодовая температура положительная и составляет + 6,7 °С, средняя температура самого холодного месяца января −9,1 °С, самого жаркого месяца июля +21,4 °С.
Часовой пояс
Дьяконовский 2-й, как и вся Волгоградская область, находится в часовой зоне МСК (московское время). Смещение применяемого времени относительно UTC составляет +3:00.

## Население
Динамика численности населения по годам:
| 1859 | 1873 | 1897 | 1915 | 1987 | 2002 |
| ---- | ---- | ---- | ---- | ---- | ---- |
| 101  | 166  | 183  | 286  | ≈740 | 792  |

| 2010 |
| ---- |
| 904  |